# Varanus pronini
Varanus pronini — викопний вид варана. Він відомий з середнього міоцену західного Казахстану.